# Cetopsorhamdia nasus
Cetopsorhamdia nasus és una espècie de peix de la família dels heptaptèrids i de l'ordre dels siluriformes.
És un petit peix d'aigua dolça i de clima tropical de la conca del riu Magdalena a Colòmbia (Sud-amèrica). Els adults poden assolir 7,2 cm de longitud.